# Comuna Kameanka, Jîtomîr
Kameanka (în ucraineană Кам'янська сільська рада) este o comună în raionul Jîtomîr, regiunea Jîtomîr, Ucraina, formată din satele Dovjîk, Kameanka (reședința), Novoselîțea și Soneacine.

## Demografie
Componența lingvistică a comunei Kameanka
     Ucraineană (96,35%)
     Rusă (3,54%)
Conform recensământului din 2001, majoritatea populației comunei Kameanka era vorbitoare de ucraineană (96,35%), existând în minoritate și vorbitori de rusă (3,54%).